# Ben Williams (labdarúgó-játékvezető)
Ben Williams (Canberra, 1977. április 14. –) ausztrál nemzetközi labdarúgó-játékvezető.

## Pályafutása

### Nemzeti játékvezetés
A játékvezetői vizsgát 1992-ben tette le, 2002-ben lett az A-Liga játékvezetője.

### Nemzetközi játékvezetés
Az Ausztrál labdarúgó-szövetség Játékvezető Bizottsága (JB) terjesztette fel nemzetközi játékvezetőnek, a Nemzetközi Labdarúgó-szövetség (FIFA) 2005-től tartotta nyilván bírói keretében. Több nemzetek közötti válogatott és klubmérkőzést vezetett.

#### Világbajnokság
Törökország rendezte a 2013-as U20-as labdarúgó-világbajnokságot, ahol a FIFA JB bíróként foglalkoztatta.
| Időpont          | Helyszín                        | Mérkőzés típusa           | Mérkőzés            | Eredmény | Nézők száma |
| ---------------- | ------------------------------- | ------------------------- | ------------------- | -------- | ----------- |
| 2013. június 24. | Türk Telekom Stadion, Isztambul | előselejtező (A. csoport) | Spanyolország–Ghána | 1 – 0    | 4120        |
| 2013. július 7.  | Kadir Has Stadion, Kayseri      | egyik negyeddöntő         | Irak–Dél-Korea      | 3 – 3    | 5810        |

A világbajnoki döntőhöz vezető úton Dél-Afrikába a XIX., a 2010-es labdarúgó-világbajnokságra és Brazíliába a XX., a 2014-es labdarúgó-világbajnokságra a FIFA JB bíróként alkalmazta. Selejtező mérkőzéseket az Ázsia (AFC) zónában vezetett.

##### 2010-es labdarúgó-világbajnokság

###### Selejtező mérkőzés
| Időpont           | Helyszín                    | Mérkőzés típusa                         | Mérkőzés               | Eredmény | Nézők száma |
| ----------------- | --------------------------- | --------------------------------------- | ---------------------- | -------- | ----------- |
| 2008. június 14.  | Nemzeti Stadion, Szingapúr  | előselejtező, harmadik kör (4. csoport) | Szingapúr–Szaúd-Arábia | 0 : 3    | 23 000      |
| 2008. június 22.  | Nemzetközi Stadion, Ammán   | előselejtező, harmadik kör (3. csoport) | Jordánia–Türkmenisztán | 2 : 0    | 150         |
| 2009. február 11. | Azadi Stadion, Teherán      | előselejtező (B. csoport)               | Irán–Dél-Korea         | 1 : 1    | 75 000      |
| 2009. június 10.  | Világbajnoki Stadion, Szöul | előselejtező (B. csoport)               | Dél-Korea–Szaúd-Arábia | 0 : 0    | 32 510      |

##### 2014-es labdarúgó-világbajnokság
2012-ben a FIFA JB bejelentette, hogy a brazil labdarúgó-világbajnokság lehetséges játékvezetőinek átmeneti listájára jelölte. A kiválasztottak mindegyike részt vett több szakmai szemináriumon. A FIFA JB 25 bírót és segítőiket, valamint kilenc tartalék bírót és melléjük egy-egy asszisztenst nevezett meg. A végleges listát különböző technikai, fizikai, pszichológiai és egészségügyi tesztek teljesítése, valamint különböző erősségű összecsapásokon mutatott teljesítmények alapján állították össze.

###### Selejtező mérkőzés
| Időpont              | Helyszín                                    | Mérkőzés típusa                      | Mérkőzés                | Eredmény | Nézők száma |
| -------------------- | ------------------------------------------- | ------------------------------------ | ----------------------- | -------- | ----------- |
| 2011. július 28.     | Gelora Bung Karno Stadion, Jakarta          | előselejtező (2. kör)                | Indonézia–Türkmenisztán | 4 : 3    | 88 000      |
| 2011. október 11.    | Nagai Stadion, Oszaka                       | előselejtező (C. csoport)            | Japán–Tádzsikisztán     | 8 : 0    | 44 688      |
| 2011. november 11.   | Nemzetközi Stadion, Ammán                   | előselejtező (A. csoport)            | Jordánia–Szingapúr      | 2 : 0    | 19 000      |
| 2012. szeptember 11. | Pakhtakor Markaziy Stadion, Taskent         | előselejtező (4. forduló; A csoport) | Üzbegisztán–Dél-Korea   | 2 – 2    | 33 000      |
| 2013. június 4.      | Camille Chamoun Sports City Stadion, Bejrút | előselejtező (4. forduló; A csoport) | Libanon–Dél-Korea       | 1 – 1    | 8430        |
| 2013. szeptember 10. | Pakhtakor Markaziy Stadion, Taskent         | rájátszás (2. mérkőzés)              | Üzbegisztán–Jordánia    | 1 – 1    | 25 621      |

###### Világbajnoki mérkőzés
| Időpont          | Helyszín                      | Mérkőzés típusa              | Mérkőzés               | Eredmény | Nézők száma |
| ---------------- | ----------------------------- | ---------------------------- | ---------------------- | -------- | ----------- |
| 2014. június 20. | Arena da Baixada, Curitiba    | csoportmérkőzés (E csoport)  | Honduras–Ecuador       | 1 – 2    | 39 224      |
| 2014. június 26. | Arena de São Paulo, São Paulo | csoportmérkőzés (H. csoport) | Dél-Korea–Belgium      | 0 – 1    | 61 397      |
| 2014. június 29. | Arena Pernambuco, Recife      | egyik nyolcaddöntő           | Costa Rica–Görögország | 1 – 1    | 41 242      |

##### Ázsia-kupa
Katar rendezte a 15., a 2011-es Ázsia-kupa döntőjét, ahol a AFC JB bíróként alkalmazta.

##### 2011-es Ázsia-kupa

###### Selejtező mérkőzés
| Időpont            | Helyszín                     | Mérkőzés típusa           | Mérkőzés                         | Eredmény | Nézők száma |
| ------------------ | ---------------------------- | ------------------------- | -------------------------------- | -------- | ----------- |
| 2009. január 21.   | KLFA Stadion, Kuala Lumpur   | előselejtező (C. csoport) | Malajzia–Egyesült Arab Emírségek | 0 : 5    | 10 000      |
| 2009. november 14. | My Dinh Stadion, Hanoi       | előselejtező (D. csoport) | Vietnám–Szíria                   | 0 : 1    | 30 000      |
| 2010. január 6.    | Rajamangala Stadion, Bangkok | előselejtező (E. csoport) | Thaiföld–Jordánia                | 0 : 0    | 15 000      |

###### Ázsia-kupa mérkőzés
| Időpont         | Helyszín                        | Mérkőzés típusa           | Mérkőzés    | Eredmény | Nézők száma |
| --------------- | ------------------------------- | ------------------------- | ----------- | -------- | ----------- |
| 2011. január 8. | Al Gharafa Stadion, Kuvaitváros | előselejtező (A. csoport) | Kuvait–Kína | 0 : 2    | 7 423       |

##### 2015-ös Ázsia-kupa

###### Selejtező mérkőzés
| Időpont            | Helyszín                     | Mérkőzés típusa           | Mérkőzés      | Eredmény | Nézők száma |
| ------------------ | ---------------------------- | ------------------------- | ------------- | -------- | ----------- |
| 2013. március 22.  | Helong Stadion, Csangsa      | előselejtező (C. csoport) | Kína–Irak     | 1 – 0    | 31 621      |
| 2013. november 15. | Rajamangala Stadion, Bangkok | előselejtező (B. csoport) | Thaiföld–Irán | 0 – 3    | 7000        |

#### Olimpia
A 2012. évi nyári olimpiai játékok labdarúgó tornájára a FIFA JB bírói szolgálatra hívta meg.
| Időpont            | Helyszín                         | Mérkőzés típusa        | Mérkőzés              | Eredmény | Nézők száma |
| ------------------ | -------------------------------- | ---------------------- | --------------------- | -------- | ----------- |
| 2012. július 29.   | Ricoh Stadion, Coventry          | selejtező (B. csoport) | Mexikó–Gabon          | 2 : 0    | 28 171      |
| 2012. augusztus 1. | Old Trafford Stadion, Manchester | selejtező (D. csoport) | Spanyolország–Marokkó | 0 : 0    | 35 973      |

#### AFC Bajnokok Ligája
| Időpont            | Helyszín                    | Mérkőzés típusa | Mérkőzés                                                | Eredmény | Nézők száma |
| ------------------ | --------------------------- | --------------- | ------------------------------------------------------- | -------- | ----------- |
| 2012. november 10. | Ulsan Munsu Stadion, Ulszan | döntő           | Ulsan Hyundai FC (dél-koreai) – Al-Ahli (szaúd-arábiai) | 3 – 0    | 42 153      |